# نادر مهرگان
نادر مهرگان (زاده ۱۳۴۴، تنکابن) پژوهش‌گر، استاد دانشگاه، اقتصاددان، عضو هیئت علمی بازنشسته گروه اقتصاد دانشگاه بوعلی سینا همدان و عضو هیئت مدیرهٔ انجمن علمی اقتصاد اسلامی ایران است.
وی جزء ۵۷ اقتصاددانی بود که در خرداد ۱۳۸۶ نامه‌ای به رئیس‌جمهور وقت ایران، محمود احمدی‌نژاد نوشتند و از سیاست‌های اقتصادی دولت انتقاد کردند. این جمع پس از حدود یک ماه توسط محمود احمدی‌نژاد تحت عنوان «استقبال از منتقدان» به گفتگو دعوت شدند. مهرگان در جمع ۱۴۲ اقتصاددانی بود که در انتخابات سال ۱۳۸۸ از میرحسین موسوی حمایت کردند.

## تحصیلات
سوابق تحصیلی ایشان به شرح زیر است:
| مقطع          | رشته   | گرایش        | دانشگاه            | سال  |
| ------------- | ------ | ------------ | ------------------ | ---- |
| کارشناسی      | اقتصاد | علوم اقتصادی | دانشگاه تهران      | ۱۳۶۶ |
| کارشناسی ارشد | اقتصاد | علوم اقتصادی | دانشگاه شهید بهشتی | ۱۳۷۰ |
| دکتری         | اقتصاد | علوم اقتصادی | دانشگاه تربیت مدرس | ۱۳۸۳ |

## تالیفات
This template is currently non-functional due to T39256.

کتاب‌هایی که در حوزهٔ اقتصاد توسط وی منتشر شده عبارتند از:
- ارز از چند نرخی تا تک نرخی
- اقتصاد خرد
- اقتصاد کلان
- اصول علم اقتصاد
- اقتصادسنجی پانل دیتا
- اقتصادسنجی پانل دیتای پیشرفته
- مدل‌های تعادل عمومی و کاربرد آنها در اقتصاد
- کاربرد متلب در آمار و اقتصادسنجی
- کاربرد استاتا در آمار و اقتصادسنجی
- کاربرد نرم‌افزار شازم در اقتصادسنجی و اقتصاد مالی
- سرمایه‌داری؛ خیزش، خیانات، خدمات
- مکانیابی صنعتی با رویکرد اقتصاد فضا
- نگرشی نو بر صادرات غیرنفتی
- راهنمای Eviews7 در اقتصادسنجی

### ترجمه
This template is currently non-functional due to T39256.

- توسعه روستایی در جهان سوم
- بازارهای مالی مدرن
- اقتصاد چگونه عمل می‌کند
- اقتصادسنجی کاربردی